# Pernilla August

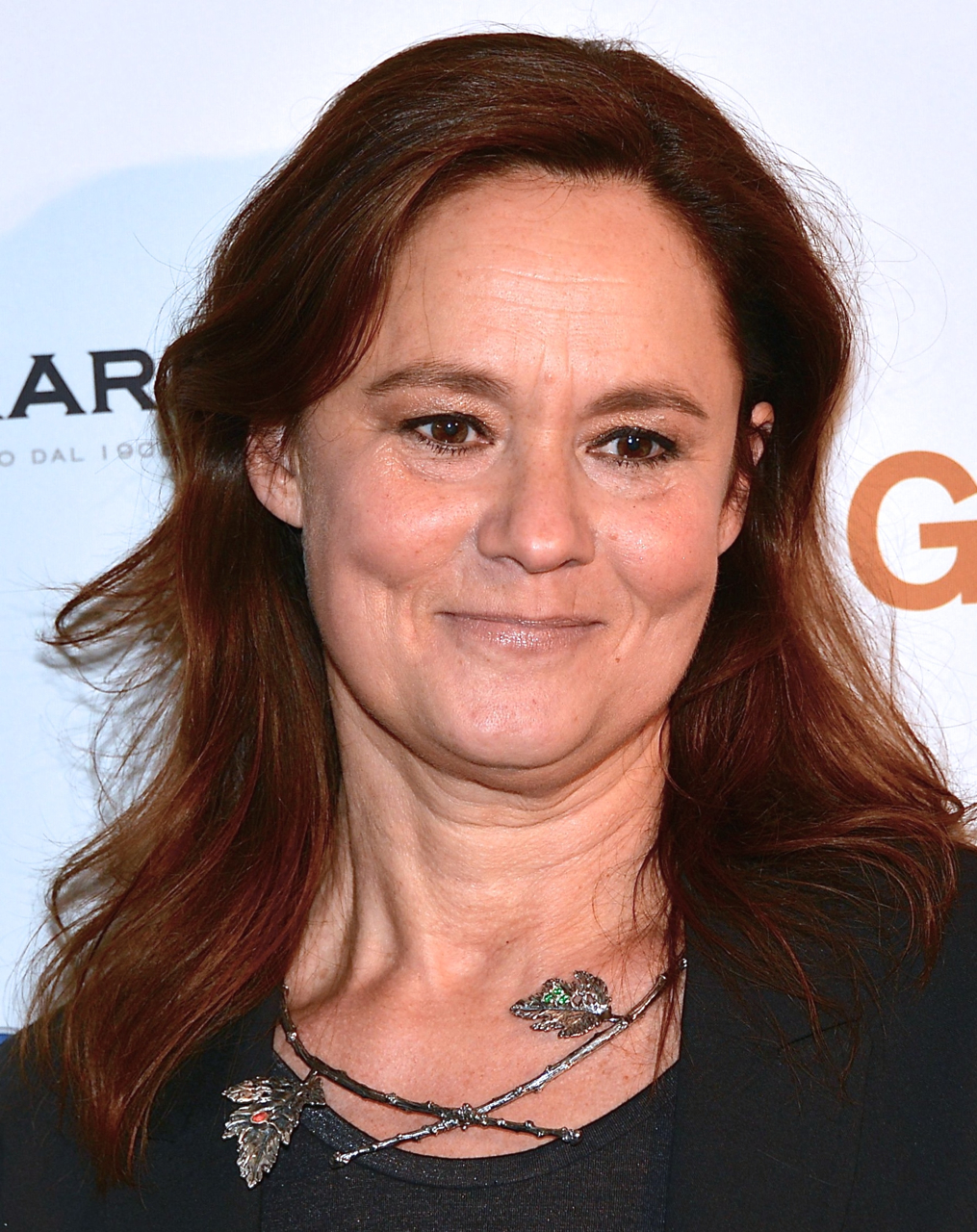
Pernilla August (2013)

Pernilla August (* 13. Februar 1958 in Stockholm als Mia Pernilla Hertzman-Ericson) ist eine schwedische Schauspielerin und Filmregisseurin.

## Leben und Wirken
Pernilla August gab ihr Debüt als Schauspielerin 1975 in dem Film Giliap, der von Roy Andersson inszeniert wurde. Sie ließ sich zur Schauspielerin an der Theaterschule in Stockholm ausbilden. Im Jahre 1982 übernahm sie eine kleine Rolle in dem von Ingmar Bergman inszenierten Film Fanny und Alexander. Mit Bergman drehte sie noch einen weiteren Film, Dabei: Ein Clown.
International wurde sie einem großen Publikum durch die Rolle der Shmi Skywalker, der Mutter von Anakin Skywalker, in dem 1999 gedrehten Science-Fiction-Film Star Wars: Episode I – Die dunkle Bedrohung bekannt. Für ihre schauspielerische Leistung wurde Pernilla August im Jahr 2000 als Beste Nebendarstellerin für den Saturn Award nominiert. Die Rolle der Shmi Skywalker übernahm sie erneut in der 2002 gedrehten zweiten Episode der Star-Wars-Saga.
Mit dem Regisseur Bille August, ihrem zweiten Ehemann, drehte sie mehrere Film- und Fernsehproduktionen, unter anderem Die besten Absichten, für den sie 1992 bei den Filmfestspielen von Cannes als Beste Darstellerin ausgezeichnet wurde.
Im Jahre 2005 gab Pernilla August ihr Debüt als Regisseurin und inszenierte den Kurzfilm Blindgångare, international unter dem englischen Titel Time-Bomb bekannt. 2010 folgte mit dem Drama Bessere Zeiten (Svinalängorna) ihr Spielfilmdebüt, das auf dem gleichnamigen Roman der Schwedenfinnin Susanna Alakoski basiert. Die Geschichte spielt im Schweden der 1970er Jahre und erzählt von einer jungen Frau (dargestellt von Noomi Rapace), die sich an ihre von Missbrauch und Alkoholismus geprägte Kindheit erinnert. Svinalängorna wurde unter anderem bei den Filmfestspielen von Venedig, beim Filmfest Hamburg und den Nordischen Filmtagen Lübeck preisgekrönt und brachte August 2011 den schwedischen Filmpreis Guldbagge als beste Regisseurin ein. Am 17. Oktober 2011 wurde das Werk mit dem Filmpreis des Nordischen Rates ausgezeichnet. 2015 war August in dem schwedischen Film Det vita folket („Die weißen Menschen“) zu sehen. Ihr Film Den allvarsamma leken nach dem gleichnamigen Roman von Hjalmar Söderberg (dt. Ein ernsthaftes Spiel) aus dem Jahr 2016 wurde auf der 66. Berlinale im Rahmen der Berlinale Special Gala gezeigt.
Pernilla August war zwei Mal verheiratet. Aus der ersten Ehe mit dem Drehbuchautor Klas Östergren (1982 bis 1989) entstammt ein Kind. Die zweite Ehe mit dem Regisseur Bille August dauerte von 1991 bis 1997 und wurde wie ihre erste geschieden. Die beiden Töchter aus dieser Ehe sind die Schauspielerinnen Alba August und Asta Kamma August.

## Filmografie

### Schauspielerin (Auswahl)
- 1979: Linus und das alte Backsteinhaus (Linus eller Tegelhusets hemlighet)
- 1981: Der Gockel (Tuppen)
- 1982: Fanny und Alexander (Fanny och Alexander)
- 1986: Der Weg der Schlange auf dem Felsen (Ormens väg på hälleberget)
- 1991: Den goda viljan (Fernsehmehrteiler)
- 1992: Die besten Absichten (Den goda viljan)
- 1995: Lumière et Compagnie
- 1996: Jerusalem
- 1997: Dabei: Ein Clown (Larmar och gör sig till, Fernsehfilm)
- 1998: Der letzte Mord (Sista kontraktet)
- 1999: Star Wars: Episode I – Die dunkle Bedrohung (Star Wars: Episode I – The Phantom Menace)
- 1999: Maria – Die heilige Mutter Gottes (Mary, Mother of Jesus, Fernsehfilm)
- 2001: Deadline – Terror in Stockholm (Sprängaren)
- 2002: Dina – Meine Geschichte (Jeg er Dina)
- 2002: Star Wars: Episode II – Angriff der Klonkrieger (Star Wars: Episode II – Attack of the Clones)
- 2005: Totschlag – Im Teufelskreis der Gewalt (Drabet)
- 2009: Kenny Begins
- 2009: Miss Kicki
- 2011: Star Wars: The Clone Wars (Fernsehserie, Stimme)
- 2012: Agent Hamilton – Im Interesse der Nation (Hamilton – I nationens intresse)
- 2012: Call Girl
- 2017: Die Erbschaft, 3. Staffel
- 2018: Kursk
- 2019: Britt-Marie war hier (Britt-Marie var här)
- 2020: The Investigation – Der Mord an Kim Wall (Efterforskningen, Serie, 6 Folgen)
- 2021: Young Royals
- 2023: Blackwater (Fernsehserie, 6 Folgen)
- 2024: Jana - Märkta för livet (Fernsehserie, 6 Folgen)
- 2024: Mittsommernacht (Fernsehserie, 5 Folgen)

### Regisseurin
- 2005: Blindgångare (Kurzfilm)
- 2010: Bessere Zeiten (Svinalängorna)
- 2014: 3 Episoden von Die Erbschaft, Staffel I (Arvingerne, TV-Serie)
- 2016: Ein ernsthaftes Spiel (Den allvarsamma leken)
- 2017: letzte Episode von Die Erbschaft, Staffel III (Arvingerne, TV-Serie)

## Auszeichnungen

### Guldbagge
- 1993: Beste Darstellerin für Die besten Absichten
- 2000: Beste Nebendarstellerin für Där regnbågen slutar
- 2004: nominiert als Beste Hauptdarstellerin für Detaljer und als Beste Nebendarstellerin für Om jag vänder mig om
- 2011: Beste Regisseurin für Svinalängorna, nominiert als Beste Hauptdarstellerin für Miss Kicki

### Weitere
Filmpreis des Nordischen Rates
- 2011: Filmpreis des Nordischen Rates für "Svinalängorna".

Internationale Filmfestspiele Berlin
- 2004: Silberner Bär in der Kategorie Herausragende künstlerische Leistung für Om jag vänder mig om

Blockbuster Entertainment Award
- 2000: nominiert als Beste Nebendarstellerin (Actionfilm-Genre) für Star Wars: Episode I – Die dunkle Bedrohung

British Drama Magazine Award
- 1987: Beste Nebendarstellerin für Hamlet

Internationale Filmfestspiele von Cannes
- 1992: Beste Darstellerin für Die besten Absichten

Chicago International Film Festival
- 1997: Beste Darstellerin für Enskilda samtal
- 2004: Bestes Schauspielensemble für Dag och natt

London Critics’ Circle Theatre Award
- 1987: Beste Nebendarstellerin für Hamlet

Robert
- 2005: nominiert als Beste Nebendarstellerin für Dag och natt
- 2006: nominiert als Beste Nebendarstellerin für Totschlag – Im Teufelskreis der Gewalt

Saturn Award
- 2000: nominiert als Beste Nebendarstellerin für Star Wars: Episode I – Die dunkle Bedrohung

Valladolid International Film Festival
- 1997: Beste Darstellerin für Enskilda samtal